# Rottofreno

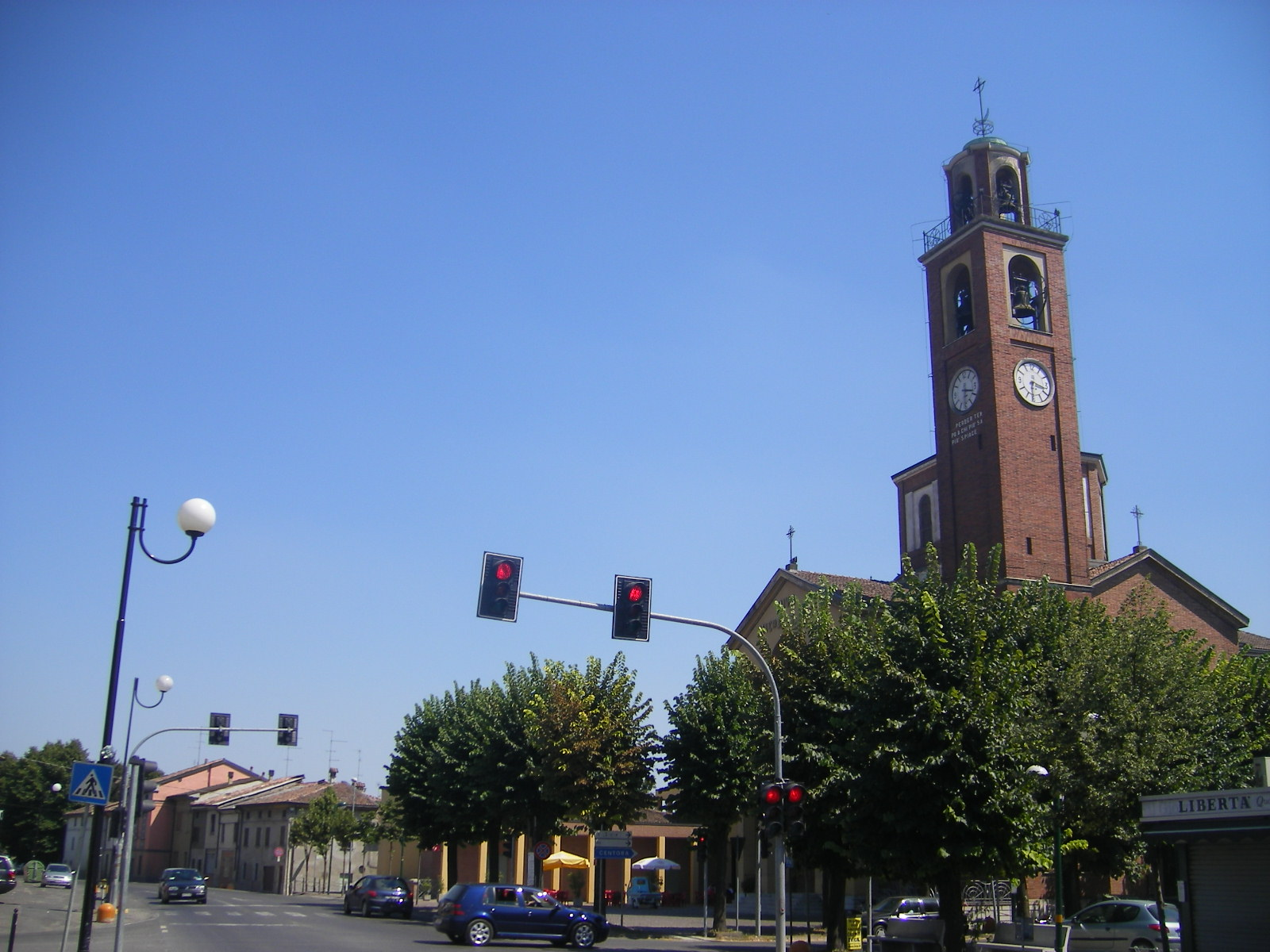
Zentrum von Rottofreno

Rottofreno ist eine norditalienische Gemeinde (comune) mit 12.286 Einwohnern (Stand 31. Dezember 2023) in der Provinz Piacenza in der Emilia-Romagna. Die Gemeinde liegt etwa 11 Kilometer westlich von Piacenza und etwa 54 Kilometer südöstlich von Mailand. Wenige Kilometer nördlich fließt der Po. Rottofreno grenzt unmittelbar an die Provinz Pavia (Lombardei). Westlich der Gemeinde fließt der Tidone und östlich die Trebbia.

## Geschichte
Die Bedeutung des Namens rottofreno ist „gebrochener Zaum“ und soll der Legende nach darauf zurückgehen, dass dem Heerführer Hannibal im Punischen Krieg Karthagos gegen Rom ebendieses auf seinen Zug an dieser Stelle geschah. Diese Legende wird noch heute im Wappen festgehalten. Tatsächlich handelt es sich aber wohl um einen Übertragungsfehler, da die Ortschaft in früherer Zeit Rottofredo hieß und daher langobardischen Ursprungs ist, sodass sich der Name als Bildung von roth (Ehre) und fridu (Freundschaft, Sicherheit) herleitet.
Im August 1746 kam es hier zur Schlacht von Rottofreno (damals: Rottofredo) zwischen Frankreich und Österreich im Zuge des habsburgischen Erbfolgekrieges.

## Töchter und Söhne der Gemeinde
- Giairo Ermeti (* 1981), Radsportler

## Verkehr
Die Gemeinde hat zwei Bahnhöfe: Der Bahnhof Rottofrenos liegt an der Bahnstrecke Alessandria–Piacenza. Es handelt sich aber nur um eine kleinere Station. Der größere Bahnhof befindet sich im Ortsteil San Nicolò, der die nächstfolgende Station in Richtung Piacenza ist.
Nördlich von Rottofreno verläuft die Autostrada A21 von südlich Turin über Alessandria nach Piacenza bis Brescia. Ein Anschluss an die Autobahn besteht nicht. Der nächste wäre in Castel San Giovanni bzw. in Piacenza.